# 니할리어
니할리어(Nihali) 또는 나할리어(Nahali)는 인도의 마하라슈트라 주와 마디아프라데시 주의 경계 지역에서 사용되는 사멸 위기의 고립어이다. 1991년 기준 약 5천명의 민족 인구 중 약 2천명이 사용하고 있었다. 니할리족의 거주 지역은 마디아프라데시주 부르한푸르(Burhanpur)구의 템비(Tembi) 마을 주변, 탑티강 남쪽 편에 위치해 있다. 또한 니할리어의 화자들은 마하라슈트라주 불다나(Buldhana)구의 Jamod, Sonbardi, Kuvardev, Chalthana, Ambavara, Wasali, Cicari 등 마을들에서도 찾아진다. 이 중 Kuvardev-Chalthana와 Jamod-Sonbardi의 변종 사이에 방언적 차이가 있다.
인접한 주변 언어들로부터 막대한 영향을 받았으며, 특히 많은 어휘가 주변 언어에서 차용되었는데, 60–70%는 코르쿠어(어휘의 25%와 대부분의 형태론적 특성)에서 받아들인 것이고 이외에 드라비다 언어와 마라티어로부터도 받아들였다. 그러나 핵심 어휘 대부분은 이러한 주변 언어를 비롯한 다른 어떤 언어와도 연관지을 수 없는데 예를 들어 수사나 "피", "알"을 의미하는 단어 따위이다. 학자들에 의하면 오늘날 니할리어의 어휘에는 고유어가 25%도 채 남아있지 않다. 이 언어만을 구사할 줄 아는 단일언어 화자는 더 이상 없으며, 현대 니할리어에 정통한 사람들은 마라티어, 힌디어, 코르쿠어 등도 구사하는 경우가 많다.
수세기 동안 대부분의 니할리족은 다른 언어 화자들 아래서 농업 노동자로 일했다. 특히 니할리족 노동자들은 흔히 코르쿠족을 위해 일했으며 코르쿠어를 이중으로 구사한다. 이러한 역사 때문에 니할리어는 간혹 코르쿠족 원어민이나 다른 외부인이 이해하지 못하게 하기 위해서 니할리족이 의도적으로 사용한다.

## 홀소리
|        | 전설 모음 | 전설 모음 | 후설 모음 | 후설 모음 |
| 단     | 장        | 단        | 장        |           |
| ------ | --------- | --------- | --------- | --------- |
| 폐모음 | i         | iː        | u         | uː        |
| 중모음 | e         | eː        | o         | oː        |
| 개모음 | a         | aː        | ɒ         | ɒː        |

## 닿소리
|                |        | 순음 | 치음/ 치경음 | 치음/ 치경음 | 권설음 | 권설음 | 경구개음 | 연구개음 |
| -------------- | ------ | ---- | ------------ | ------------ | ------ | ------ | -------- | -------- |
| 비음           | 비음   | m    | n            | n            | ɳ      | ɳ      | ɲ        |          |
| 파열음/ 파찰음 | 무성음 | p    | t            | ts           | ʈ      | ʈʂ     | tɕ       | k        |
| 파열음/ 파찰음 | 유성음 | b    | d            | dz           | ɖ      | ɖʐ     | dʑ       | ɡ        |
| 마찰음         | 마찰음 |      | s            | s            | ʂ      | ʂ      | ɕ        | x        |
| R음            | R음    |      | r            | r            | ɽ      | ɽ      |          |          |
| 접근음         | 접근음 | ʋ    | l            | l            |        |        | j        |          |

## 분류
Franciscus Kuiper가 니할리어가 다른 인도의 언어들과 관련이 없으며 비-코르쿠어, 비-드라비다어 핵심 어휘들이 인도 초기 인구의 언어의 잔재일 가능성이 있다고 처음 제안하였다. 다만 그는 코르쿠어처럼 이것이 문다어파에 속할 가능성은 배제하지 않았다. Kuiper는 이것이 영어권의 도둑 은어(Thieves' cant)와 비슷한 일종의 은어와 같은 기능을 한다는 점에서 코르쿠어 등 주변 언어들과 구분된다고 추정한다. 그의 주장은 인도 내의 많은 피억압집단들이 외부인이 이해하지 못하도록 비밀 언어를 사용한 사례들을 한 근거로 한다.
언어학자 Norman Zide는 이 언어의 최근 역사를 다음과 같이 설명한다. "니할리어의 차용은 외부에서 대량으로 차용한 알바니아어와 같은 교과서적 사례보다 훨씬 더 광범위하다." Zide는 이 점에서 현대 니할리는 서유럽에서 사용되는 로마니어의 혼합 방언과 유사해 보인다고 말한다. Zide는 이것이 19세기 초에 이 지역의 통치자 중 한 명이 "약탈"에 대한 대응으로 조직한 니할리족 학살로 시작된 역사적 과정의 결과라고 주장하는데, 그에 따르면 이 사건으로 니할리족의 규모가 급감하여 이후 "외부 관련자들을 통해 훔친 물건을 처분한 약탈자와 도둑으로 주로 활동하게 되었다"고 한다. 또 Zide는 니할리 사회가 "오랫동안 다언어를 사용해 왔으며 니할리어를 외부인에게 일반적으로 공개되지 않는 다소 비밀스러운 언어로 사용"하고 있고 "이 언어를 배우려고 시도한 초기 연구자들은 의도적으로 거부당하거나 오도된 것으로 보인다"고 덧붙였다.
일부 코르쿠족들은 니할리족을 별도의 집단으로 인정하기를 거부하고 니할리족의 등장을 코르쿠 민간 사회의 혼란으로 인한 결과로 설명한다.
니할리족의 생활은 칼토족(Kalto)과 가깝다. 이로 인해 칼토어는 니할리어와 용어가 혼동되기도 한다.

## 참고 문헌
- Kuiper, F. B. J. "Nahali: A Comparative Study". Med. Kon. Ned. Akad. Wetenschappen 1962, 25(5): 239-352. Noord-Hollandsche, Amsterdam.